# Montivipera albizona
Vipera albizona là một loài rắn trong họ Rắn lục. Loài này được Nilson Andren & Flärdh mô tả khoa học đầu tiên năm 1990.